# Kyle Edmund

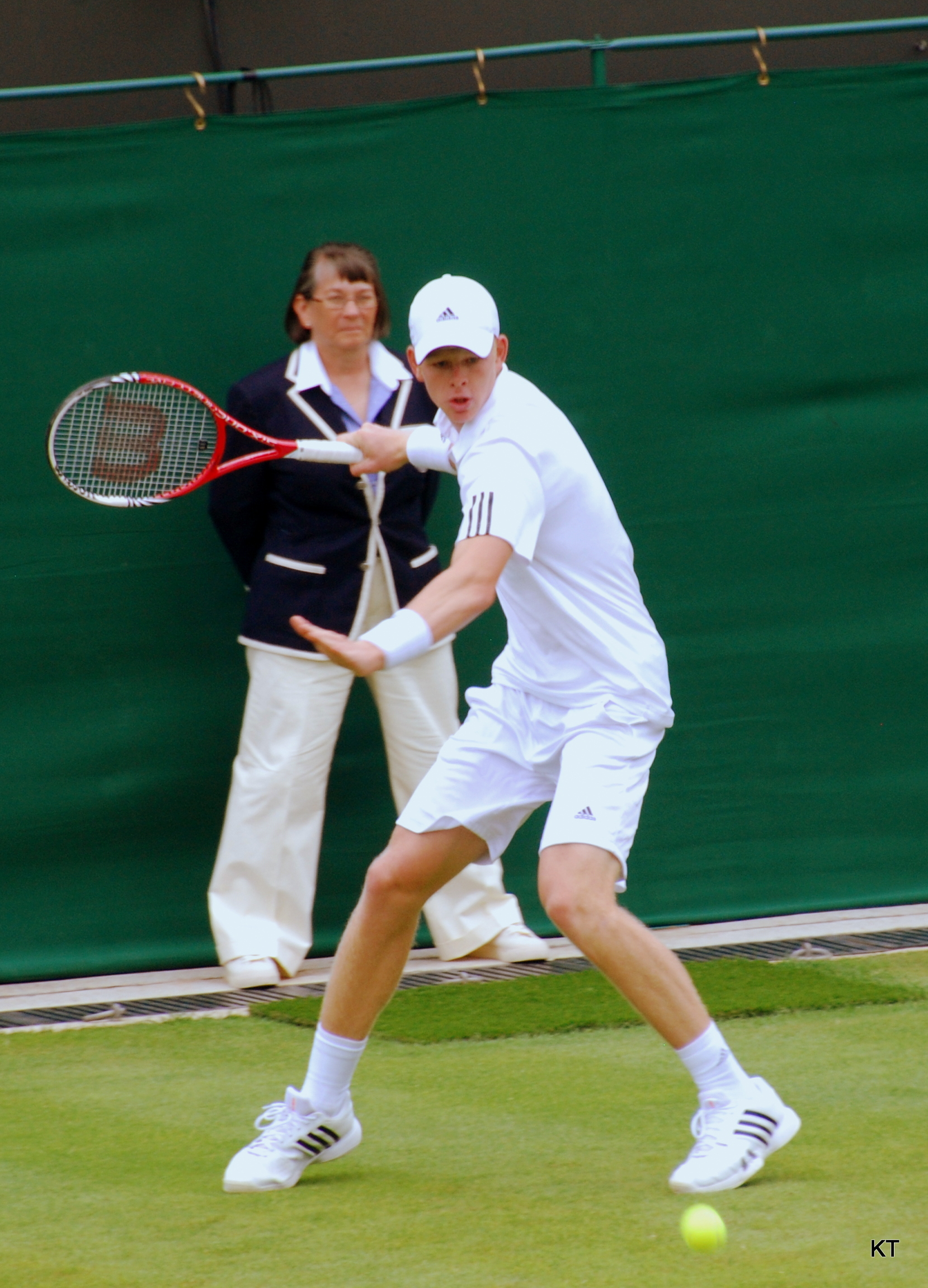
Forhend ve Wimbledonu 2013

Kyle Edmund (* 8. ledna 1995 Johannesburg) je britský profesionální tenista a vítěz juniorských čtyřher na US Open 2012 a French Open 2013. Ve své dosavadní kariéře na okruhu ATP World Tour vyhrál dva singlové a jeden deblový turnaj. Na challengerech ATP a okruhu ITF získal deset titulů deset titulů ve dvouhře.
Na žebříčku ATP byl ve dvouhře nejvýše klasifikován v říjnu 2018 na 14. místě a ve čtyřhře pak v říjnu 2019 na 143. místě. Od sezóny 2017 jej trénují Mark Hilton a Fredrik Rosengren.
Na nejvyšší grandslamové úrovni se po výhře nad bulharskou světovou trojkou Grigorem Dimitrovem probojoval do semifinále Australian Open 2018. V něm nestačil na šestého hráče žebříčku Marina Čiliće, když čtyřikrát ztratil servis. Stal se tak šestým britským mužem v otevřené éře, který si tuto fázi grandslamu zahrál. První singlovou trofej ATP vybojoval na říjnovém European Open 2018 v Antverpách.
V britském daviscupovém týmu debutoval v roce 2015 finálem světové skupiny proti Belgii, v němž prohrál úvodní páteční dvouhru s Davidem Goffinem po pětisetové bitvě a nevyužitém náskoku 2–0 na sety. Britové přesto vyhráli 3:1 na zápasy a stal se tak členem vítězného družstva. Do roku 2019 v soutěži nastoupil ke pěti mezistátnímu utkání s bilancí 3–5 ve dvouhře a 0–0 ve čtyřhře.

## Tenisová kariéra

### Juniorská kariéra
Tenis začal hrát v deseti letech. Na juniorský okruh pronikl v roce 2011, kdy dosáhl semifinálové účasti na juniorce US Open 2011. Zastavil jej až Jiří Veselý. Danou sezónu vyhrál, společně s Lukem Bambridgem a Evanem Hoytem, za britský tým do 16 let Evropský letní pohár (European Summer Cup) po finálové výhře nad Itálií.
Stal se také členem britského juniorského družstva, které v roce 2011 poprvé ovládlo juniorský Davis Cup. O rok později vyhrál po boku Portugalce Frederica Ferreiry Silvy svůj první grandslamový titul v juniorské čtyřhře na US Open 2012. Stejná dvojice pak přidala trofej z juniorky na French Open 2013. na kombinovaném juniorském žebříčku ITF nejvýše figuroval na 8. místě.
Výsledky na juniorce Grand Slamu
- čtvrtfinále dvouhry: Australian Open 2012, French Open 2012 a 2013
- semifinále dvouhry: US Open 2011, Wimbledon 2013
- semifinále čtyřhry: Wimbledon 2013
- tituly ve čtyřhře: US Open 2012, French Open 2013

### Profesionální kariéra

#### 2013
Svůj debut na okruhu ATP World Tour uskutečnil na turnaji travnatém AEGON Championships v londýnském Queen's Clubu, kde prohrál v prvním kole. Premiérový zápas na okruhu vyhrál na následujícím AEGON International v Eastbourne. Díky výsledkům z okruhu ITF, obdržel divokou kartu na Wimbledon, kde na úvod vypadl.

#### 2014
V lednu byl pozván do britského daviscupového týmu k prvnímu zápasu skupiny, ale v konečném výběru byl nahrazen deblistou Dominicem Iglotem. Celý rok jej provázely nevýrazné výsledky až do listopadu, kdy se probojoval do finále svého prvního challengeru v Jokohamě, v němž nestačil na Australana Johna Millmana ve dvou setech. Bodová zisk jej následně posunul poprvé mezi 200 nejlepších hráčů žebříčku ATP.

#### 2015
Na začátku sezóny se kvalifikoval na Australian Open, kde vypadl v první fázi hlavní soutěže s Američanem Stevem Johnsonem. Další týden vyhrál poprvé challenger, když ve finále Hongkongské události zdolal 94. hráče klasifikace Tacuma Ita. Turnajem prošel bez ztráty setu.

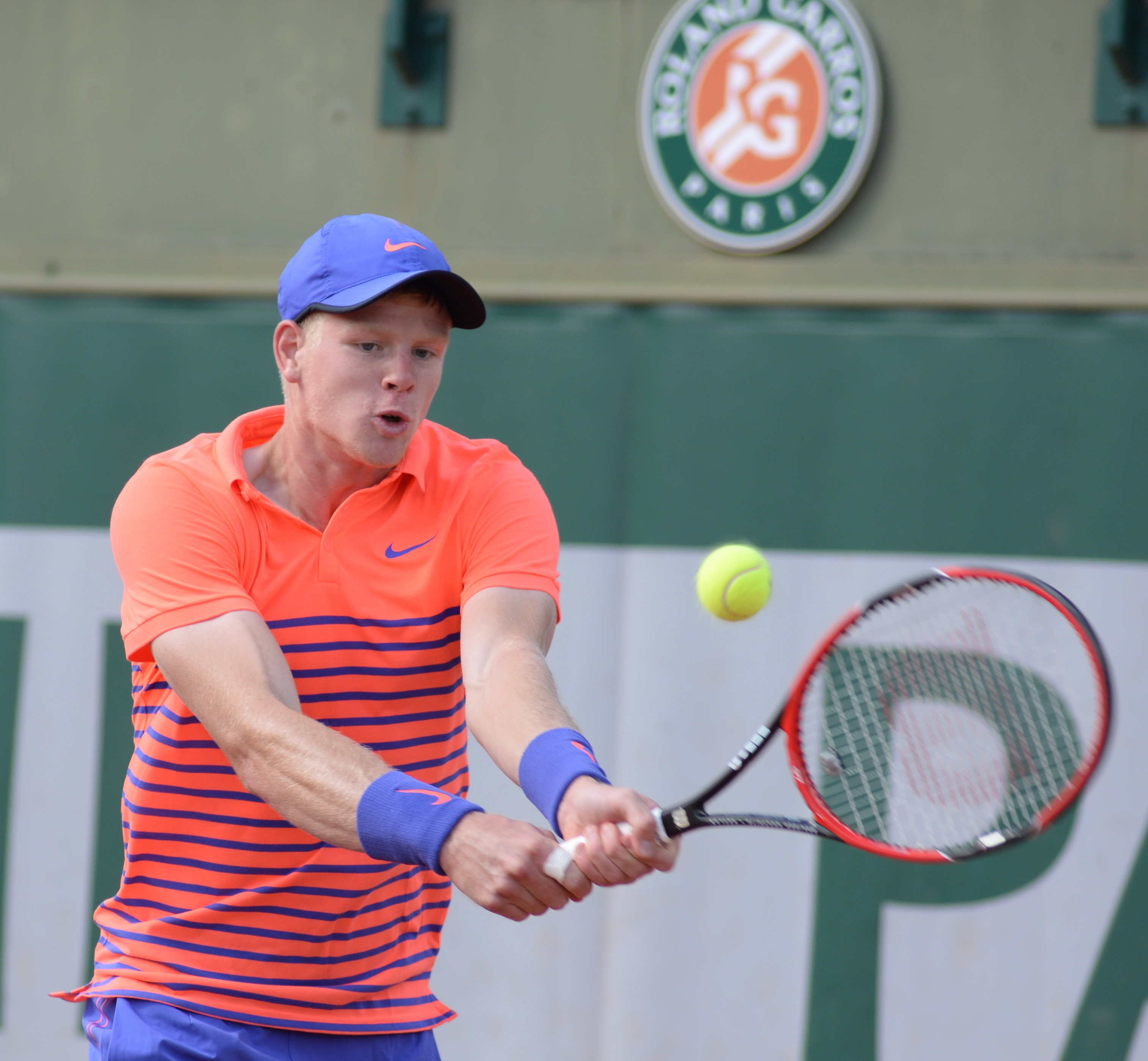
Bekhend na French Open 2015

Na antukovém French Open zaznamenal první výhru v hlavní soutěži Grand Slamu po vítězství nad Francouzem Stéphanem Robertem. Před druhým kolem proti Nicku Kyrgiosovi odstoupil pro žaludeční poranění, které jej připravilo o travnatou přípravu před londýnským majorem. Následně získal divokou kartu na Wimbledon, kde prohrál v prvním kole s Ukrajincem Alexandrem Dolgopolovem. V červenci vyhrál druhý challengeru v Binghamtonu. Následně se měl účastnit semifinále Davis Cupu proti Austrálii, ale kvůli zranění hlezna absentoval.
V listopadu vyhrál Copa Fila Challenge v Argentině, což přimělo kapitána britského daviscupového týmu Leona Smithe jej obsadit do finále světové skupiny Davisova poháru proti Belgii. V něm prohrál úvodní páteční dvouhru s Davidem Goffinem po pětisetové bitvě a nevyužitém náskoku 2–0 na sety. Velká Británie přesto zvítězila 3:1 na zápasy získala tak trofej poprvé od roku 1936. Daviscupový tým se poté stal nejlepším kolektivem roku v anketě BBC Sports.

#### 2016
Sezónu otevřel po zvládnuté kvalifikaci v hlavní soutěži Qatar ExxonMobil Open v Dauhá. Premiérově přehrál hráče elitní světové padesátky, když vyřadil 43. muže žebříčku Martina Kližana ve dvou setech, aby jej nezastavil ani Španěl Daniel Muñoz de la Nava. Poprvé v kariéře postoupil do čtvrtfinále v kategorii ATP World Tour 250 ve své kariéře, v němž nenašel recept na světovou sedmičku Tomáše Berdycha.
Díky 102. pozici na žebříčku ATP se automaticky kvalifikoval na Australian Open, kde na úvod vypadl s Damirem Džumhurem po pětisetovém průběhu. Dne 22. února dosáhl nového kariérního maxima, když mu patřilo 82. místo světové klasifikace. V březnu kvůli zranění zad vynechal první kolo Davis Cupu proti Japonsku.

## Přehled trenérů
- Richard Plews (2005–2008)
- John Black (2009–2011)
- Colin Beecher (2011–2014)[23]
- Greg Rusedski (2013[24]–2014)
- James Trotman (2014–2015)
- Ryan Jones (2016–2017)[25]
- Mark Hilton (2017–)[26]
- Fredrik Rosengren (2017–)[27]

## Finále na okruhu ATP World Tour
| Legenda (před/od 2009)            |
| D – dvouhra; Č – čtyřhra          |
| Grand Slam (0)                    |
| Turnaj mistrů (0)                 |
| ATP World Tour Masters 1000 (0)   |
| ATP World Tour 500 (0)            |
| ATP World Tour 250 (2–1 D; 1–0 Č) |

### Dvouhra: 3 (2–1)
| Stav      | č. | datum          | turnaj                  | povrch    | soupeř ve finále | výsledek                |
| --------- | -- | -------------- | ----------------------- | --------- | ---------------- | ----------------------- |
| Finalista | 1. | 15. dubna 2018 | Marrákeš, Maroko        | antuka    | Pablo Andújar    | 2–6, 2–6                |
| Vítěz     | 1. | 21. října 2018 | Antverpy, Belgie        | tvrdý (h) | Gaël Monfils     | 3–6, 7–6(7–2), 7–6(7–4) |
| Vítěz     | 2. | 16. února 2020 | New York, Spojené státy | tvrdý (h) | Andreas Seppi    | 7–5, 6–1                |

### Čtyřhra: 1 (1–0)
| Stav  | č. | datum          | turnaj               | povrch | spoluhráč      | soupeři ve finále          | výsledek |
| ----- | -- | -------------- | -------------------- | ------ | -------------- | -------------------------- | -------- |
| Vítěz | 1. | 5. května 2018 | Estoril, Portugalsko | antuka | Cameron Norrie | Wesley Koolhof Artem Sitak | 6–4, 6–2 |

## Finále na challengerech ATP a okruhu Futures
| Legenda             |
| ------------------- |
| Challengery (6–2 D) |
| Futures (5–3 D)     |

### Dvouhra: 16 (11–5)
| Stav      | datum              | turnaj                        | povrch    | soupeř ve finále | výsledek           |
| --------- | ------------------ | ----------------------------- | --------- | ---------------- | ------------------ |
| Vítěz     | 28. října 2012     | Birmingham, USA               | antuka    | Chase Buchanan   | 7–6(7–2), 2–6, 6–4 |
| Finalista | 11. listopadu 2012 | Niceville, USA                | antuka    | Chase Buchanan   | 6–3, 6–7(4–7), 5–7 |
| Vítěz     | 5. května 2013     | Orange Park, USA              | antuka    | Carsten Ball     | 6–3, 6–2           |
| Vítěz     | 10. srpna 2013     | Bolzano, Itálie               | antuka    | Gianluca Naso    | 6–3, 6–2           |
| Vítěz     | 19. ledna 2014     | Sunrise, USA                  | antuka    | Jošihito Nišioka | 6–0, 6–3           |
| Finalista | 26. ledna 2014     | Weston, USA                   | antuka    | Victor Crivoi    | 7–6(7–2), 5–7, 0–6 |
| Vítěz     | 10. února 2014     | Záhřeb, Croatia               | tvrdý     | Filip Veger      | 6–2, 7–5           |
| Finalista | 16. listopadu 2014 | Keio, Japonsko                | tvrdý     | John Millman     | 4–6, 4–6           |
| Vítěz     | 1. února 2015      | Hongkong, Hongkong            | tvrdý     | Tacuma Itó       | 6–1, 6–2           |
| Vítěz     | 26. července 2015  | Binghamton, USA               | tvrdý     | Bjorn Fratangelo | 6–2, 6–3           |
| Vítěz     | 15. listopadu 2015 | Copa Fila, Argentina          | antuka    | Carlos Berlocq   | 6–0, 6–4           |
| Finalista | 31. ledna 2016     | Maui, USA                     | tvrdý     | Wu Ti            | 6–4, 3–6, 4–6      |
| Vítěz     | 6. února 2016      | Dallas, USA                   | tvrdý (h) | Daniel Evans     | 6–3, 6–2           |
| Vítěz     | 7. května 2016     | Řím, Itálie                   | antuka    | Filip Krajinović | 7–6(7–2), 6–0      |
| Vítěz     | 3. března 2019     | Indian Wells, Spojené státy   | tvrdý     | Andrej Rubljov   | 6–3, 6–2           |
| Finalista | 22. října 2023     | Edgbaston, Spojené království | tvrdý (h) | Jacob Fearnley   | 3–6, 1–6           |

## Finále na juniorském Grand Slamu

### Čtyřhra: 2 (2–0)
| Stav  | rok  | turnaj      | povrch | spoluhráč                | soupeři ve finále            | výsledek         |
| ----- | ---- | ----------- | ------ | ------------------------ | ---------------------------- | ---------------- |
| Vítěz | 2012 | US Open     | tvrdý  | Frederico Ferreira Silva | Nick Kyrgios Jordan Thompson | 5–7, 6–4, [10–6] |
| Vítěz | 2013 | French Open | antuka | Frederico Ferreira Silva | Cristian Garín Nicolás Jarry | 6–3, 6–3         |